# Liesbeth List
Liesbeth List, geboren als Elisabeth Dorathea (Elly) Driessen (Bandoeng, 12 december 1941 – Soest, 25 maart 2020), was een Nederlandse chansonnière en actrice. Ze behoorde bij leven tot de bekendste zangeressen van Nederland en behaalde in dit land grote successen met Ramses Shaffy. In 2017 kwam er een musical over haar leven uit.

## Biografie

### Jonge jaren
Elly Driessen werd geboren te Bandoeng, Nederlands-Indië, vier dagen nadat Nederland Japan de oorlog verklaard had. De eerste jaren van haar leven bracht ze vanaf maart 1942 door in een Japans interneringskamp. Haar moeder werd als troostmeisje gedwongen om de Japanners te gerieven en kreeg daardoor depressies. Na de overgave van Japan pleegde ze op 31 januari 1946 zelfmoord. Haar vader wachtte op migratie naar Nederland en ontmoette voor zijn vertrek een vrouw met drie kinderen. Gezamenlijk reisden zij naar Nederland. Elly had een slechte relatie met haar stiefmoeder, die door haar kampervaringen in Elly een boze geest zag die ze door wreedheden uit haar trachtte te verwijderen. Elly werd uit huis geplaatst. Ze kwam terecht in een weeshuis, maar toen ontdekt werd dat ze nog een vader had, moest ze vertrekken en kwam ze terecht bij betaalde pleegouders in Alkmaar. Toen haar stiefmoeder in 1948 op een vakantie op Vlieland vernam dat een bewoonster graag een kind wilde adopteren, werd ze daar achtergelaten. Haar pleegouders runden een hotel en later werd haar pleegvader er vuurtorenwachter. Ze nam de achternaam aan van haar pleegouders en ook haar voornaam werd aangepast. In dit gezin heeft zij naar eigen zeggen een gelukkige tijd gehad. Haar biologische vader emigreerde eind jaren 40 met zijn tweede vrouw naar Zuid-Afrika, waar hij op vijftigjarige leeftijd overleed.
Als kind hield Liesbeth List zich al bezig met muziek, naast literatuur en kunst. Op achttienjarige leeftijd vertrok ze naar Amsterdam om te gaan zingen, nam korte tijd zangles, maar dat beviel haar niet en ze stopte ermee. Noten lezen heeft ze nooit geleerd. In haar begintijd als zangeres begon ze zich te verdiepen in de Franse chansons.

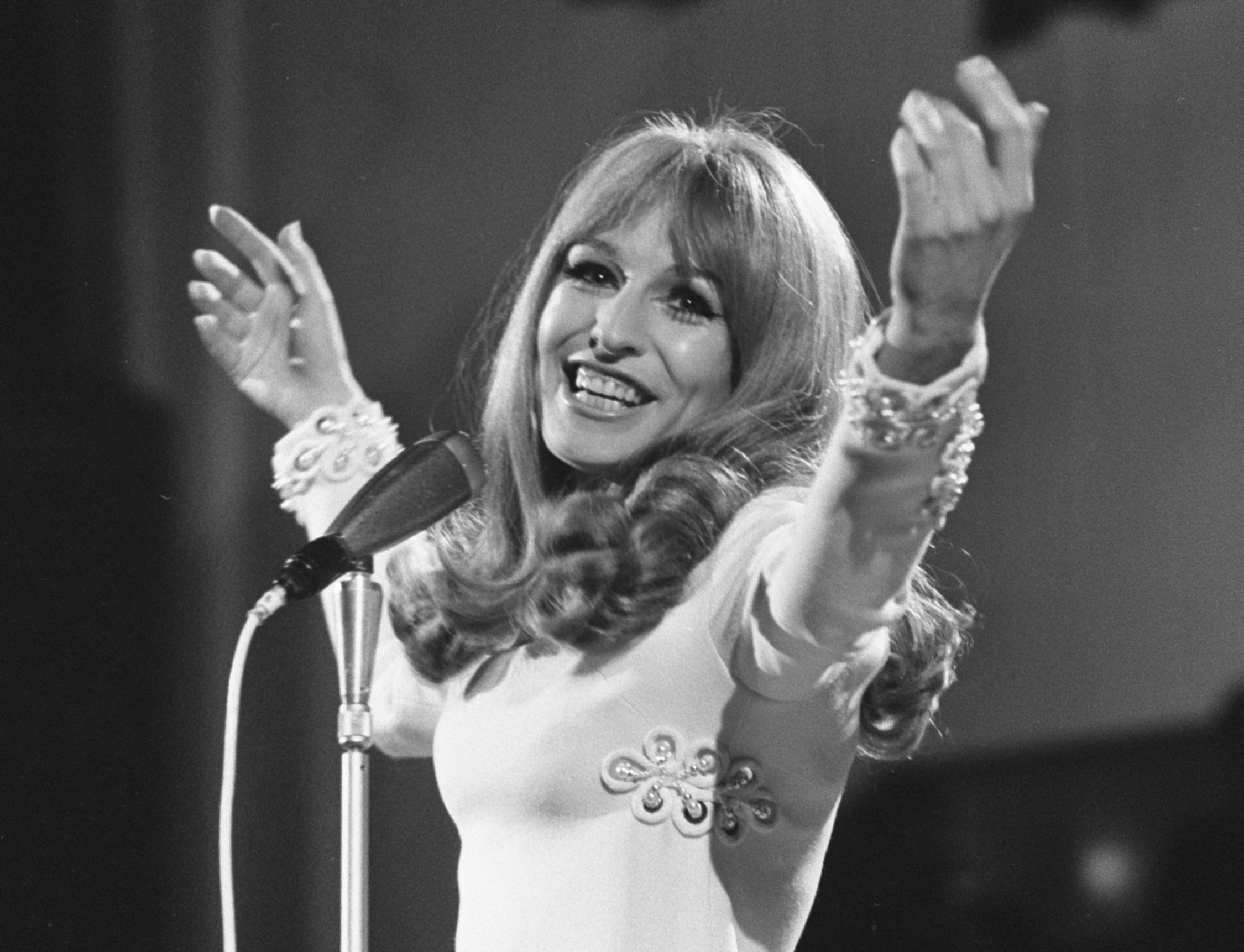
Liesbeth List tijdens het Grand Gala du Disque Populaire 1970

### Doorbraak
In 1962 trad ze voor het eerst op in televisieshows, onder meer in een televisieshow van Rob de Nijs en in de talentenjacht Nieuwe Oogst. Omdat een show samen met Serge Gainsbourg niet kon worden uitgezonden en dit in de pers breed werd uitgemeten, kwam Ramses Shaffy haar, dankzij Henk van der Meijden, op het spoor. Zij mocht wel optreden bij de AVRO met Een stem in de regen. Shaffy vroeg haar mee te werken aan Shaffy Chantant, wat een groot succes werd. Met Shaffy zou ze jarenlang muzikaal optrekken. Ze was naar eigen zeggen "smoorverliefd" op hem, maar hij viel op mannen. In 1965 nam ze deel aan het jaarlijkse Songfestival van Knokke, waar List veel succes oogstte met "In oktober", een lied van Guy Béart op een Nederlandse tekst van Hans Andreus. Datzelfde jaar werd de televisieshow Liesbeth Internationaal in vele landen uitgezonden.

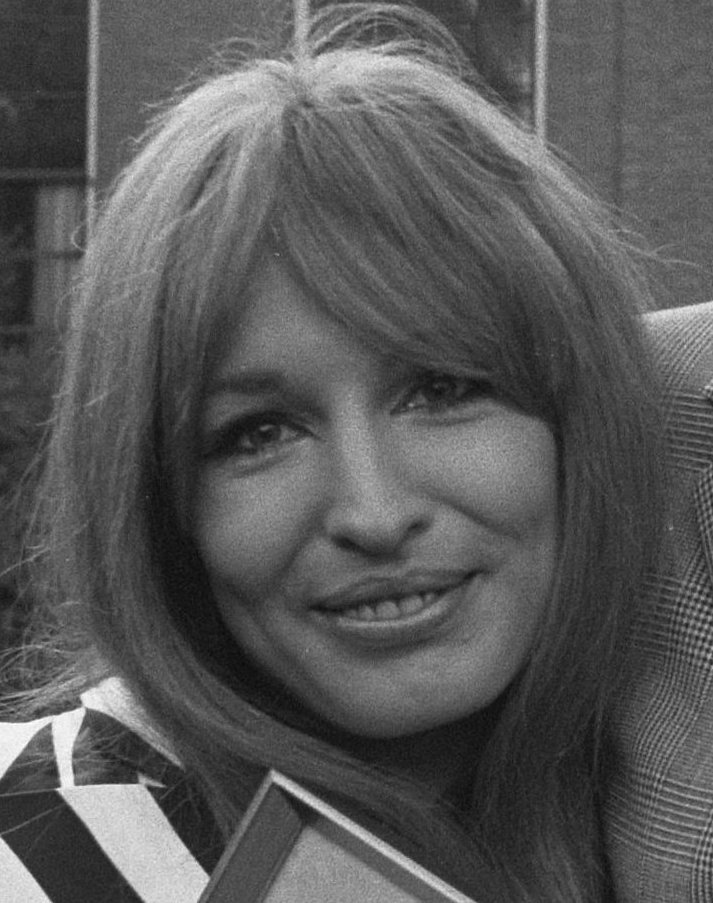
List 1971

Het voorlopig hoogtepunt in haar carrière bereikte List eind jaren zestig, begin jaren zeventig. Het duet Pastorale met Shaffy werd een grote hit. In 1967 bracht ze, op verzoek van de componist, het album Liesbeth List zingt Theodorakis uit. Haar toenmalige platenmaatschappij wilde het eerst niet uitbrengen, maar deed het uiteindelijk toch en het album werd een enorm platensucces. Ook met haar versies van nummers van Jacques Brel had ze enorm succes. De Belgische zanger kwam persoonlijk in oktober 1971 naar Kasteel Groeneveld om haar een gouden plaat te overhandigen voor haar album Liesbeth List zingt Jacques Brel. In die jaren bracht ze vele albums en singles uit, waarvan Victoria, Te veel te vaak en Kinderen een kwartje hits werden. Ze was echter meer een albumartieste voor wie de teksten belangrijker waren dan snel succes. List ontving in die periode zeven gouden en twee platina platen. Ook in West-Duitsland oogstte ze waardering. Ze bracht daar vier albums uit, trad er in veel televisieshows op en werd daar geroemd door vakgenoten. Platensucces in het buitenland, behalve in Vlaanderen, bleef uit, al hadden haar televisieshows in West-Duitsland en Vlaanderen veel succes. In Frankrijk bracht ze een ep (1967) uit en een lp (Madame Mélancholie, 1977).
Ze ontving onder meer Edisons (1969 en 1995) en een Gouden Harp (1997).
In 1967 speelde ze een rol in de Nederlandse speelfilm To Grab the ring en in 1977 in Mysteries. Naast haar vele personalityshows tussen 1966 en 2001 trad ze ook op in succesvolle televisiefilms als De liefdeswacht (samen met Ramses Shaffy, 1974) en Een heel dun laagje goud (samen met Robert Long, 1977).

### VS-uitstapje en Engeland

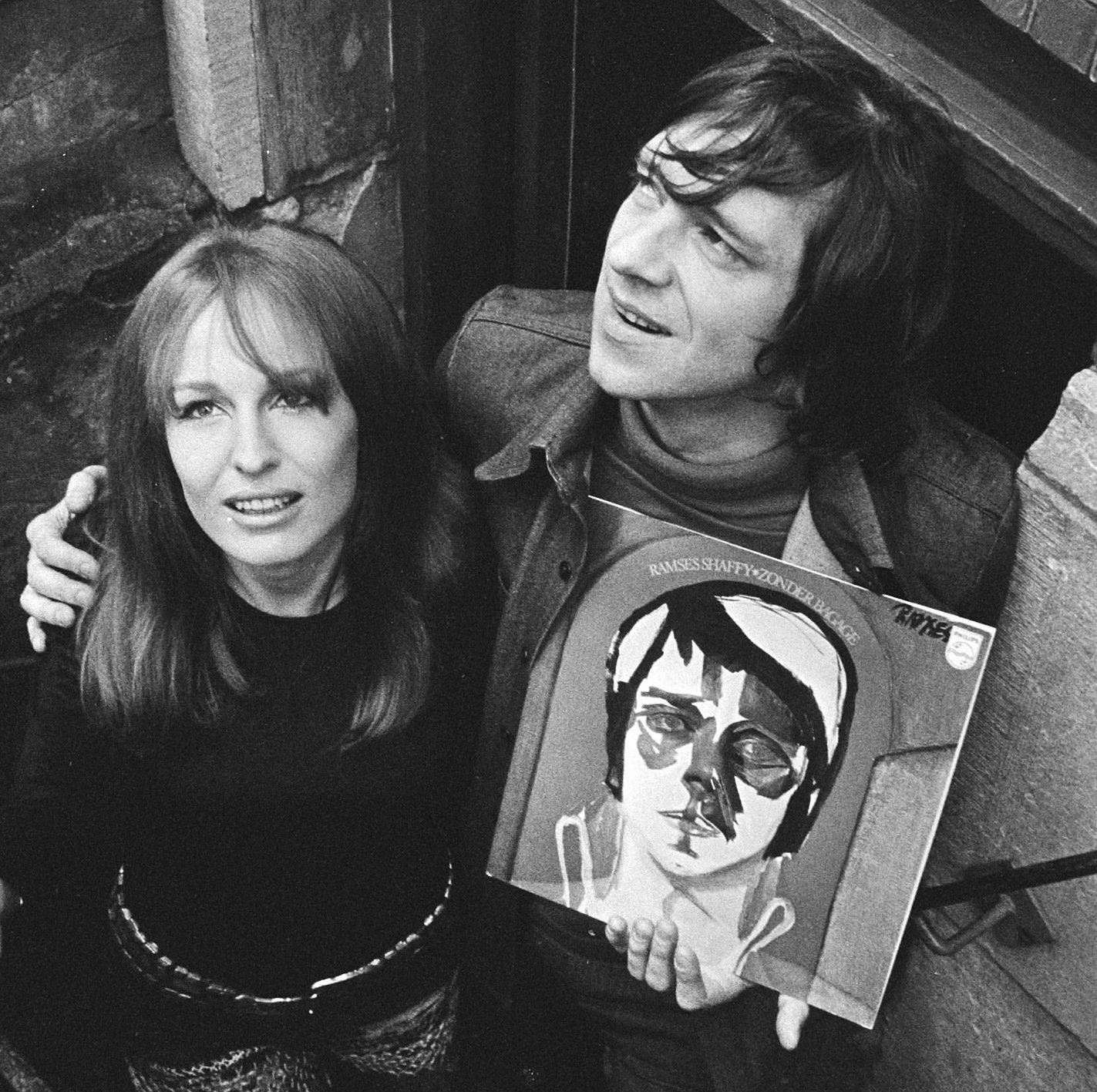
List en Ramses Shaffy bij de presentatie van de nieuwe lp van Shaffy, 1971

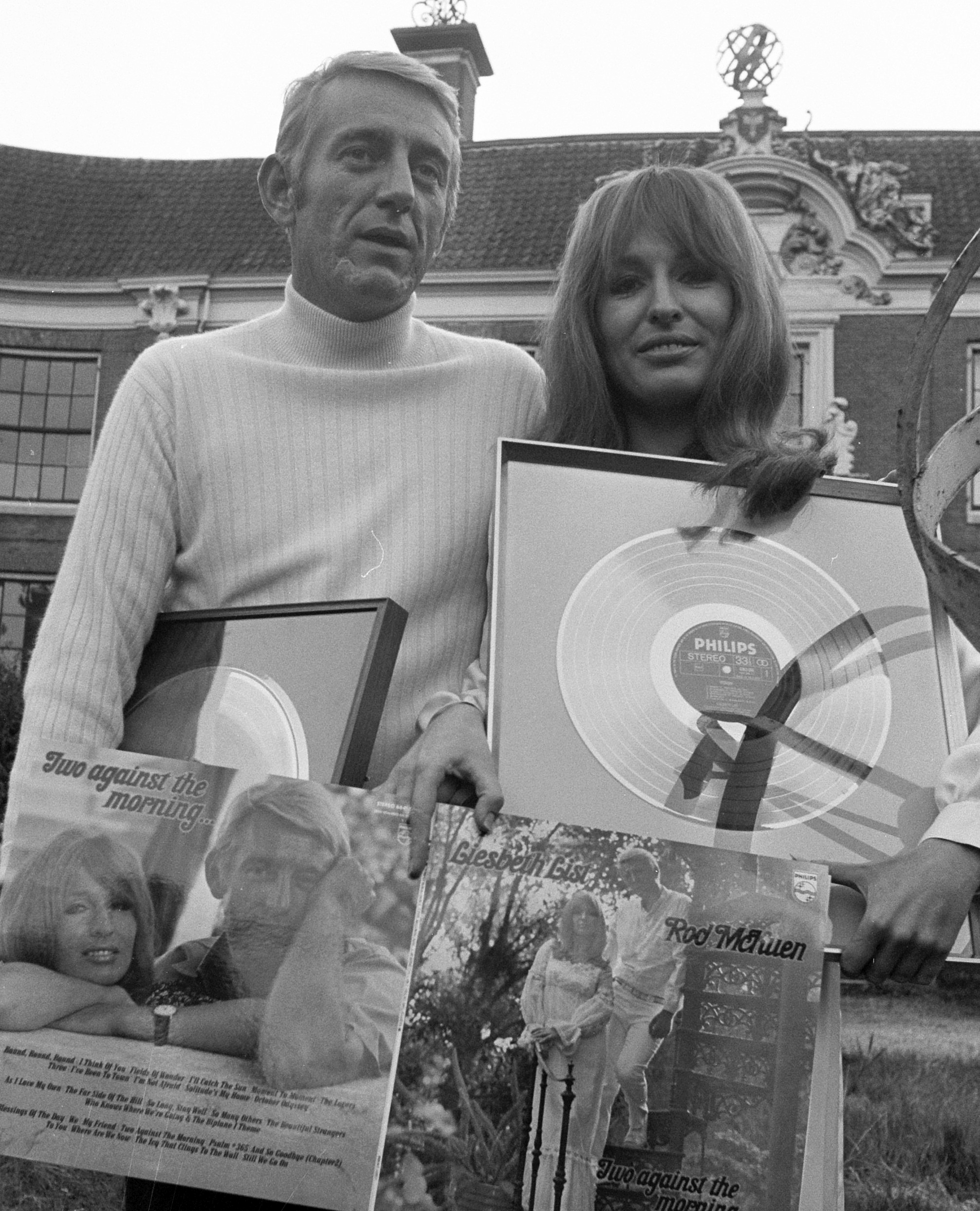
Rod McKuen en Liesbeth List presenteren hun gezamenlijke dubbelalbum in Baarn, september 1972

In 1972 nam zij samen met de toen in Nederland populaire Amerikaanse zanger Rod McKuen een Engelstalig dubbelalbum op, getiteld Two Against The Morning. List bracht later in de Verenigde Staten een tweetal albums uit via McKuens Stanyan Records, respectievelijk Solitude's my name (met een aantal door haar gezongen nummers van McKuen) en List sings Jacques Brel (met dezelfde nummers als op de Europese versie). Later in 1972 werkte zij nog eenmaal samen met McKuen; zij brachten een A-face single uit met het nummer Baby it's cold outside.
Met het album Meet lovely Liesbeth List trachtte ze in 1974 de Engelse markt te veroveren. Ze zong onder meer Tim Hardins Hang on to a dream en, als eerste op het Europese continent, Send in the Clowns (Stephen Sondheim). In 1976 bracht ze een Engelstalig album uit met liederen van Charles Aznavour. Met hem zong ze het duet Don't say a word. Regisseur Bob Rooyens maakte opnieuw een televisieshow met haar. Eerdere shows van hem met haar oogstten veel succes. De eerste show uit 1969 won op het Gouden Roos-festival in Montreux de persprijs en werd aan tien landen verkocht. In 1972 won ze opnieuw de persprijs in Montreux met een BRT-programma: Barazaeta.

### Comeback en musicals
In 1994 zette Frank Boeijen haar, na een periode van afnemend succes, opnieuw op de kaart. Hij produceerde haar album List, dat een groot succes werd, vooral door haar vertolking van Boeijens' De verzoening. Met Noach en Vergezicht bevestigde ze haar terugkeer, uitgebreide tournees volgden en het lied Heb het leven lief werd een klassieker. In 1997 speelde ze voor een korte tijd in de musical Eindeloos, naast Coen van Vrijberghe de Coningh. Deze musical moest al snel stoppen door financiële problemen van het productiebureau. In 1998 zong zij in de musical De Tijd-affaire, samen met Adèle Bloemendaal en Danny de Munk. In 1999 vroeg producent Albert Verlinde haar voor de titelrol in de musical Piaf. Het werd een doorslaand succes en List was helemaal terug. Aan het begin van de 21e eeuw begon List aan de jubileumtournee Van Shaffy tot Piaf. Eind 2003 begon ze met Jos Brink aan de musical Het Hemelbed. Vanaf oktober 2009 was List opnieuw te zien in de musical rond Édith Piaf. Ze speelde hierin de oude Piaf. Voor beide versies kreeg ze een Johnny Kraaykamp Musical Award. Ruim 320.000 bezoekers zagen de voorstellingen.

### Jubileum en einde van grote tournees
Op 12 januari 2012 maakte List in een interview met het NOS-journaal bekend dat zij stopte met lange tournees. Haar jubileumtour 40 jaar Liesbeth was meteen haar afscheidstournee van de grote podia. Op 14 januari 2012 kreeg List na afloop van de voorstelling in Den Haag van Albert Verlinde een buste die Raphaël Hermans van haar maakte. De buste kreeg een vaste plek in de foyer van de Koninklijke Schouwburg in Den Haag. Op 30 januari 2013 gaf zij haar laatste voorstelling, in de Stadsschouwburg in Tilburg. List was naar eigen zeggen moe van het iedere dag in de auto zitten, in de file staan en midden in de nacht thuiskomen. Ze zei hierover: "Mijn privéleven is heilig voor mij. Af en toe wil ik helemaal niets hebben. Zo'n avond in je eentje voor de microfoon is heel erg intensief; op een gegeven ogenblik ben je moe." Gestopt was ze echter niet. Naast incidentele optredens begon ze, samen met Annemarie Oster, in 2014 een kleine tournee langs kleine theaters met de voorstelling Tandem. Deze werd in het seizoen 2015-2016 vervolgd. Ook bracht ze in 2015 een nieuw album uit met de titel Echo, waarop nummers van Shaffy en die ze ooit met hem heeft gezongen, staan. Op 18 augustus 2017 gaf ze aan te stoppen met optreden, als gevolg van een vorm van dementie veroorzaakt door hersenletsel uit het verleden waardoor littekenweefsel ontstond. Op 2 oktober 2017 ging Liesbeth List, de musical in première, over haar eigen leven. Aan het eind van die maand kwam de biografie Liesbeth List. De dochter van de vuurtorenwachter uit. In verband daarmee werd ze overstelpt met verzoeken om interviews en reportages, maar daar werd een streep door gezet, zo maakte ze bekend.

### Overlijden
List overleed op 25 maart 2020 op 78-jarige leeftijd in haar slaap in haar woonplaats Soest. Twee dagen later werd haar overlijden publiek gemaakt. Die avond zond de NTR een ingelaste aflevering van het tv-programma Het Laatste Woord uit met daarin een tweegesprek tussen List en tv-journalist Jeroen Pauw dat in het teken stond van haar leven. De afspraak was dat het pas zou worden uitgezonden na haar dood. Ze werd gecremeerd in Amersfoort in besloten kring. Haar as werd door haar dochter deels uitgestrooid bij Vlieland in de Waddenzee, en de urn met het andere deel werd op 14 maart 2021 op begraafplaats Zorgvlied bijgezet naast het graf van Ramses Shaffy. Ten gevolge van de coronapandemie was een eerder, waardig afscheid voor familie, vrienden en bekenden niet mogelijk geweest.

## Onderscheidingen

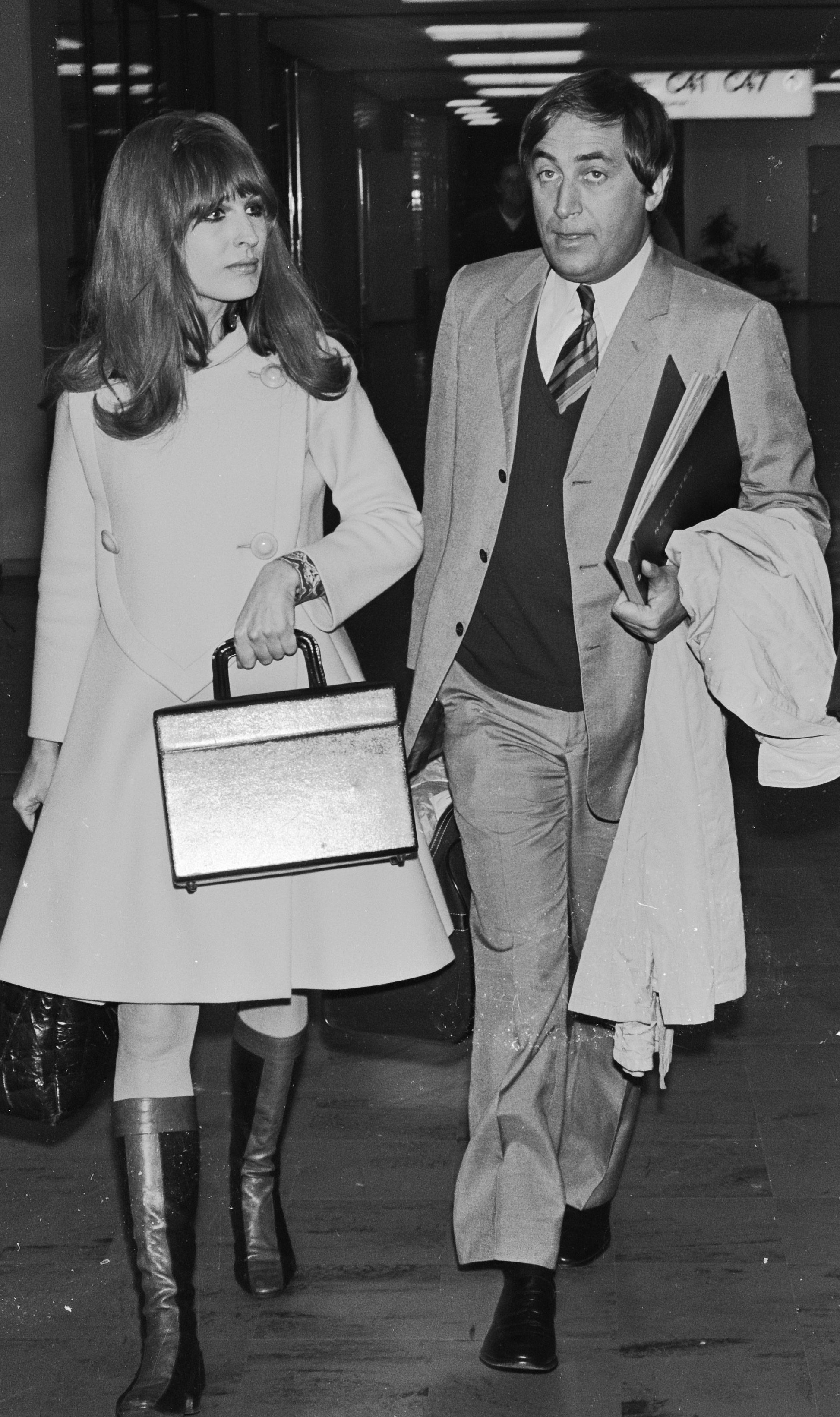
Liesbeth List en Cees Nooteboom in 1967

- Tweemaal een Edison (1969 en 1995[7])
- Gouden Harp (1997)[8]
- Visser Neerlandiaprijs
- Ridder in de Orde van de Nederlandse Leeuw (2002)[16]
- Ridder in het Franse Legioen van Eer (2005)[16]
- Radio 5 Nostalgia Oeuvreprijs (2013)[17]
- Frans Banninck Cocqpenning van de stad Amsterdam (2017)[16]

## Theater
- Bedden (met Dimitri Frenkel Frank)
- Eindeloos (met Coen van Vrijberghe de Coningh)
- Piaf (over Édith Piaf; bekroond met de John Kraaijkamp Musical Award 2000 en 2009)[11]
- Het Hemelbed (met Jos Brink)
- Tandem (met Annemarie Oster)

## Privéleven
List had van 1965 tot 1979 een relatie met schrijver Cees Nooteboom. Kort na de beëindiging van die relatie leerde ze restauranthouder Robert Braaksma kennen, met wie ze in januari 1985 in stilte in het huwelijk trad. In 1983 was uit deze relatie al een dochter geboren. Braaksma overleed in april 2014 op 64-jarige leeftijd.

## Varia
- In het Suske en Wiskealbum De dromendiefstal (1969) droomt Wiske op zeker moment dat ze een beroemde en succesrijke zangeres is, genaamd "Wisbeth List".
- In 1985 ontving ze in haar eigen tv-show de toen 21-jarige Whitney Houston. Samen zongen ze een duet.[20]
- Arriva heeft een van zijn treinen naar haar genoemd,[21] namelijk de 10.233.

## Discografie

### Albums
| Album met eventuele hitnotering(en) in de Nederlandse Album Top 100 | Datum van verschijnen | Datum van binnenkomst | Hoogste positie | Aantal weken | Opmerkingen                       |
| ------------------------------------------------------------------- | --------------------- | --------------------- | --------------- | ------------ | --------------------------------- |
| Shaffy Chantant                                                     | 1966                  | -                     | -               | -            | goud                              |
| Liesbeth List                                                       | 1966                  | -                     | -               | -            |                                   |
| Liesbeth List zingt Theodorakis                                     | 1967                  | -                     | -               | -            | platina                           |
| Warum gehst du vorbei                                               | 1967                  | -                     | -               | -            |                                   |
| Pastorale                                                           | 26 september 1968     | 6 december 1969       | 12              | 6            | platina                           |
| Liesbeth List zingt Jacques Brel                                    | 4 september 1969      | 6 december 1969       | 9               | 2            | goud                              |
| Victoria                                                            | 14 oktober 1970       | 7 november 1970       | 7               | 16           | goud                              |
| Ein Wort, nur ein Wort                                              | 1970                  | -                     | -               | -            |                                   |
| Neurenberger droom                                                  | 26 oktober 1971       | -                     | -               | -            |                                   |
| Die blaue Blume - Ein Pop Oratorium                                 | 1972                  | -                     | -               | -            |                                   |
| Two against the morning                                             | 1972                  | -                     | -               | -            |                                   |
| Liesbeth's beste                                                    | 1973                  | -                     | -               | -            | goud                              |
| Foto                                                                | 1974                  | 14 december 1974      | 15              | 9            | goud                              |
| Meet lovely Liesbeth List                                           | 1974                  | -                     | -               | -            |                                   |
| Solitude's my home                                                  | 1974                  | -                     | -               | -            |                                   |
| Madame Melancolie                                                   | 1977                  | -                     | -               | -            |                                   |
| Meisjes van dertig                                                  | 1979                  | -                     | -               | -            |                                   |
| Ich bin froh - ich bin froh                                         | 1979                  | -                     | -               | -            |                                   |
| Voor vanavond en daarna                                             | 1982                  | -                     | -               | -            |                                   |
| Liesbeth List & Ramses Shaffy                                       | 1987                  | 12 december 1987      | 40              | 9            | met Ramses Shaffy / verzamelalbum |
| List                                                                | 1994                  | 8 oktober 1994        | 50              | 13           |                                   |
| Noach                                                               | 1996                  | 12 oktober 1996       | 64              | 4            |                                   |
| Vergezicht                                                          | 1999                  | 1 mei 1999            | 48              | 4            |                                   |
| 100 mooiste liedjes van Ramses en Liesbeth                          | 2007                  | 16 juni 2007          | 73              | 2            | met Ramses Shaffy / verzamelalbum |
| Verloren en gewonnen                                                | 16 november 2009      | 21 november 2009      | 57              | 7            |                                   |
| Echo                                                                | 22 mei 2015           | 30 mei 2015           | 32              | 4            |                                   |

| Album met hitnotering(en) in de Vlaamse Ultratop 200 albums | Datum van verschijnen | Datum van binnenkomst | Hoogste positie | Aantal weken | Opmerkingen                       |
| ----------------------------------------------------------- | --------------------- | --------------------- | --------------- | ------------ | --------------------------------- |
| 100 mooiste liedjes van Ramses en Liesbeth                  | 2007                  | 19 december 2009      | 54              | 11           | met Ramses Shaffy / verzamelalbum |
| Back to back                                                | 2010                  | 30 januari 2010       | 13              | 11           | met Ramses Shaffy / verzamelalbum |

### Singles
| Single met eventuele hitnotering(en) in de Nederlandse Top 40 | Datum van verschijnen | Datum van binnenkomst | Hoogste positie | Aantal weken | Opmerkingen                                                                                   |
| ------------------------------------------------------------- | --------------------- | --------------------- | --------------- | ------------ | --------------------------------------------------------------------------------------------- |
| Pastorale                                                     | oktober 1968          | 27 september 1969     | 3               | 14           | met Ramses Shaffy / Nr. 3 in de Single Top 100                                                |
| In de armen van de stad                                       | januari 1970          | 7 februari 1970       | tip13           | -            | met Ramses Shaffy                                                                             |
| Brussel                                                       | januari 1970          | 28 februari 1970      | tip9            | -            |                                                                                               |
| Victoria                                                      | 1970                  | 21 november 1970      | 15              | 7            | Nr. 15 in de Single Top 100                                                                   |
| Aan de andere kant van de heuvels                             | 1971                  | 24 juli 1971          | tip6            | -            | met Ramses Shaffy                                                                             |
| Te veel te vaak                                               | 1974                  | 27 april 1974         | 11              | 8            | Nr. 11 in de Single Top 100                                                                   |
| Kinderen een kwartje                                          | 1974                  | 21 december 1974      | 22              | 5            | Nr. 22 in de Single Top 100                                                                   |
| Heb het leven lief                                            | 1999                  | -                     | -               | -            | Nr. 99 in de Single Top 100                                                                   |
| Laat me / Vivre                                               | 2005                  | 8 oktober 2005        | 25              | 5            | met Alderliefste en Ramses Shaffy / Nr. 8 in de Single Top 100                                |
| Laat me / Vivre                                               | 2009                  | 8 december 2009       | 18              | 4            | met Alderliefste en Ramses Shaffy / Nr. 13 in de Single Top 100                               |
| Shaffy cantate                                                | 1966                  | -                     | -               | -            | met Ramses Shaffy, Loesje Hamel en Polo de Haas / Nr. 57 in de Single Top 100 (december 2009) |
| Ik pluk de dag                                                | 16 maart 2012         | -                     | -               | -            |                                                                                               |

| Single met hitnotering(en) in de Vlaamse Ultratop 50 | Datum van verschijnen | Datum van binnenkomst | Hoogste positie | Aantal weken | Opmerkingen       |
| ---------------------------------------------------- | --------------------- | --------------------- | --------------- | ------------ | ----------------- |
| Pastorale                                            | 1968                  | 15 november 1969      | 7               | 8            | met Ramses Shaffy |

### Dvd's
| Dvd's met hitnoteringen in de Nederlandse Music Top 30 | Datum van verschijnen | Datum van binnenkomst | Hoogste positie | Aantal weken | Opmerkingen |
| ------------------------------------------------------ | --------------------- | --------------------- | --------------- | ------------ | ----------- |
| In concert - Carré vedetten gala                       | 2006                  | 30 december 2006      | 26              | 2            |             |
| Heb het leven lief                                     | 2008                  | 22 november 2008      | 5               | 3            |             |
| Van Shaffy tot Piaf                                    | 2009                  |                       |                 |              |             |

### NPO Radio 2 Top 2000
| Nummers met noteringen in de NPO Radio 2 Top 2000 | '99 | '00 | '01 | '02 | '03  | '04  | '05  | '06  | '07  | '08  | '09  | '10 | '11 | '12 | '13 | '14 | '15 | '16 | '17 | '18 | '19 | '20 | '21 | '22 | '23 | '24 |
| ------------------------------------------------- | --- | --- | --- | --- | ---- | ---- | ---- | ---- | ---- | ---- | ---- | --- | --- | --- | --- | --- | --- | --- | --- | --- | --- | --- | --- | --- | --- | --- |
| Laat me/Vivre (met Alderliefste & Ramses Shaffy)  | ×   | ×   | ×   | ×   | ×    | ×    | 209  | 189  | 123  | 269  | 99   | 151 | 205 | 213 | 207 | 255 | 304 | 351 | 349 | 470 | 280 | 323 | 328 | 463 | 425 | 269 |
| Pastorale (met Ramses Shaffy)                     | 80  | 119 | 58  | 40  | 51   | 43   | 33   | 24   | 51   | 40   | 6    | 21  | 27  | 46  | 42  | 47  | 71  | 69  | 86  | 106 | 73  | 73  | 60  | 91  | 96  | 94  |
| Te veel te vaak                                   | -   | -   | -   | -   | 1732 | 1819 | 1762 | 1572 | 1637 | 1725 | 1910 | -   | -   | -   | -   | -   | -   | -   | -   | -   | -   | -   | -   | -   | -   | -   |

1. ↑  Een '-' betekent dat het nummer niet was genoteerd, een '×' betekent dat het nummer nog niet was uitgebracht en een vetgedrukt getal geeft de hoogste notering van een nummer aan.